# 1844 Susilva
Az 1844 Susilva (ideiglenes jelöléssel 1972 UB) a Naprendszer kisbolygóövében található aszteroida. Paul Wild fedezte fel 1972. október 30-án.